# 关正子
关正子（日语： Seki Masako，1943年—2019年9月18日），日本女子乒乓球运动员。她曾获得4枚世界乒乓球锦标赛金牌，另外她还获得5枚亚洲乒乓球锦标赛金牌和2枚亚洲运动会金牌。